# Giuseppe Anastasi
Giuseppe Anastasi (Palermo, 23 agosto 1976) è un cantautore italiano.

## Biografia
Il padre è di Marsala, la madre di Palermo, dove insegna. A 21 anni è ammesso alla scuola Cet di Mogol di Roma per parolieri.
Ha collaborato nel 2001 con Francesco Baccini, insieme al quale ha scritto il brano Son resuscitato, mentre nel 2004 ha partecipato alla scrittura della sigla del cartone animato He-Man and the Masters of the Universe. Due anni dopo ha partecipato come autore al nuovo album di Mietta, 74100, e come concorrente al Festival Musicultura con il brano Lo specchio, raggiungendo la finale.
Lavorando come assistente di metrica musicale al corso per "Autori di testi" al CET di Mogol ha conosciuto Arisa, con la quale si è legato sentimentalmente e artisticamente, per la quale ha scritto, insieme a Maurizio Filardo e Giuseppe Mangiaracina, il brano d'esordio Sincerità, vincitore della sezione "Giovani" del Festival di Sanremo 2009 e del relativo Premio della Critica "Mia Martini", che ha ottenuto un grande successo di pubblico mantenendo la vetta della classifica italiana dei singoli per sei settimane consecutive. Nello stesso periodo è stato pubblicato il disco d'esordio della cantante, i cui testi sono stati scritti da Anastasi in collaborazione con Filardo e Mangiaracina.
Nel 2010 ha scritto il brano Malamorenò, portato da Arisa al Festival di Sanremo 2010 e piazzatosi tra i finalisti (questo brano si classificherà nono). Contemporaneamente a questa seconda partecipazione è stato pubblicato il secondo album della cantante, composto da brani scritti quasi tutti interamente da Anastasi. Nello stesso anno ha collaborato con Adriano Pennino nella scrittura del brano Sensi di Anna Tatangelo, presente nell'album Progetto B. Sempre nel 2010 è terminata la relazione sentimentale tra il paroliere e Arisa, mentre il legame artistico è proseguito con la scrittura di nuovi pezzi per l'artista, tra cui La notte, brano presentato al Festival di Sanremo 2012 e classificatosi al secondo posto nel podio finale. Ha inoltre scritto nove degli undici brani che compongono il terzo disco di Arisa, intitolato Amami.
È autore, insieme a Cheope, del libro Scrivere una canzone, edito dall'editore Zanichelli nell'ottobre del 2012.
Nel 2014 ha vinto come autore il Festival di Sanremo grazie al brano Controvento, interpretato da Arisa.
È sposato con la cantante Carlotta, nota principalmente per il singolo Frena del 2000.
Nel 2018 ottiene la vittoria della Targa Tenco nella sezione Opera Prima per il disco Canzoni ravvicinate del vecchio tipo. Nel 2022 riceve, in "Sala delle Muse" ad Aulla, il Premio Lunezia per il contributo musical-letterario offerto all'arte-canzone italiana. 

## Discografia

### Album in studio
- 2018 – Canzoni ravvicinate del vecchio tipo
- 2020 – Schopenhauer e altre storie

### Singoli
- 2017 – 2089
- 2020 – Berlino
- 2020 – Bla Bla Star
- 2020 – Polistirolo
- 2021 – Torneremo a scuola

## Autore per altri artisti
| Anno | Artista           | Titolo                                 | Album                 |
| ---- | ----------------- | -------------------------------------- | --------------------- |
| 2001 | Francesco Baccini | Son resuscitato                        | Forza Francesco!      |
| 2004 | Giorgio Vanni     | He-Man and the Masters of the Universe | Fivelandia 22         |
| 2006 | Silvio Pozzoli    | Fabrizio                               | Mirmo!!               |
| 2006 | Mietta            | Io ti ho perso                         | 74100                 |
| 2009 | Arisa             | Sincerità                              | Sincerità             |
| 2009 | Arisa             | Io sono                                | Sincerità             |
| 2010 | Arisa             | Malamorenò                             | Malamorenò            |
| 2010 | Arisa             | Pace                                   | Malamorenò            |
| 2011 | Anna Tatangelo    | Sensi                                  | Progetto B            |
| 2012 | Arisa             | Il tempo che verrà                     | Amami                 |
| 2012 | Arisa             | La notte                               | Amami                 |
| 2012 | Arisa             | L'amore è un'altra cosa                | Amami                 |
| 2012 | Arisa             | Meraviglioso amore mio                 | Amami Tour            |
| 2014 | Arisa             | Controvento                            | Se vedo te            |
| 2015 | Tazenda           | Amore nou                              | Il respiro live       |
| 2015 | Emma              | Per questo paese                       | Adesso                |
| 2016 | Arisa             | Guardando il cielo                     | Guardando il cielo    |
| 2016 | Arisa             | Voce                                   | Guardando il cielo    |
| 2017 | Arisa             | Ho perso il mio amore                  | /                     |
| 2017 | Valeria Farinacci | Insieme                                | /                     |
| 2017 | Michele Bravi     | Il diario degli errori                 | Anime di carta        |
| 2017 | Alexia            | Fragile fermo immagine                 | Quell'altra           |
| 2018 | Anna Tatangelo    | La fortuna sia con me                  | La fortuna sia con me |
| 2020 | Michele Bravi     | La vita breve dei coriandoli           | La geografia del buio |
| 2021 | Arisa             | Cuore                                  | Ero romantica         |
| 2025 | Loredana Errore   | In un abbraccio                        |                       |